# Josef Antonín Planický
Josef Antonín Plánický (auch Planiczky, Planitzky, Planicizky, deutsch: Joseph Anton; * 27. November 1691 in Manětín; † 17. September 1732 in Freising) war ein böhmischer Sänger und Komponist des Barock.

## Leben und Wirken

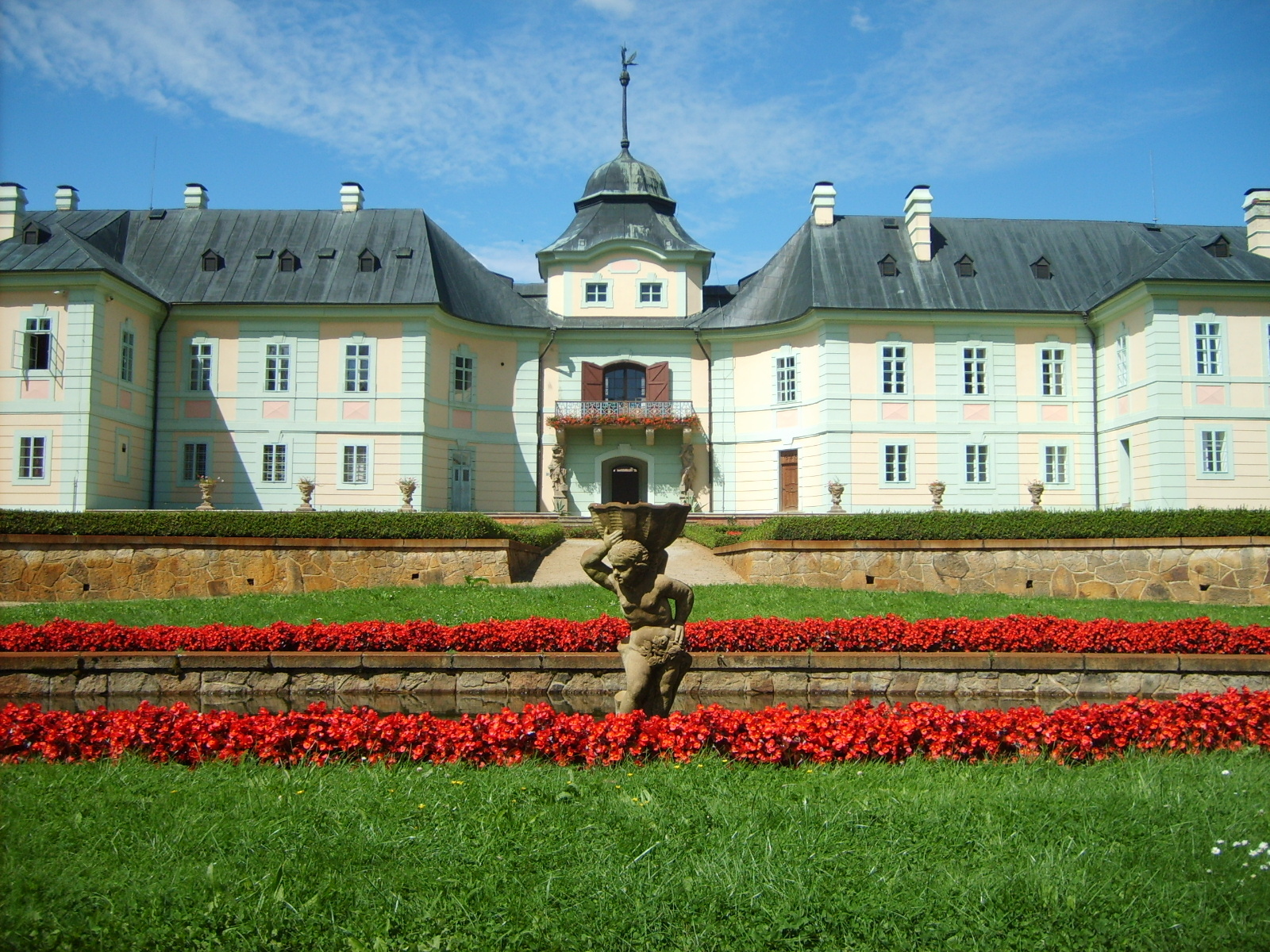
Schloss Manětín

Josef Antonín Plánický stammt vermutlich aus der Familie des Manětíner Organisten und Kantors Jaroslav Plánický. Über seine musikalische Ausbildung ist nichts bekannt. Wegen seiner sehr guten Lateinkenntnisse wird jedoch angenommen, dass er an einem Jesuitengymnasium studierte. Diese Bildung ebnete ihm den Weg auf das Schloss Manětín, wo er von 1715 bis 1720 als Hauslehrer für die Kinder der verwitweten Gräfin Marie Gabriela Bechinie Lažanská von Bukova tätig war. Die Gräfin gehörte dem böhmischen Adelsgeschlecht Czernin von und zu Chudenitz an und war selbst eine talentierte Sängerin und Cembalistin. Ihr Ehemann, Václav Josef Lažanský von Bukova, starb im Jahr 1715. In Manětín, einem Ort mit einem reichen Musikleben, hatte Plánický Gelegenheit bedeutende Musiker damaliger Zeit kennenzulernen, wie den Komponisten und Musikwissenschaftler Mauritius Johann Vogt und den Benediktinerkomponisten Gunter Jacob. Bei Mauritius Vogt erhielt er möglicherweise eine musikalische Ausbildung.
Nach fünf Jahren bat Plánický um seine Entlassung und begab sich mit einem Empfehlungsschreiben der Gräfin (das im Bezirksarchiv in München erhalten geblieben ist) auf eine Reise durch Böhmen, Mähren und Österreich um seinen musikalischen Horizont zu erweitern. Diese Reise erwähnte er später im Vorwort seiner Motettensammlung Opella ecclesiastica. Um 1722 ließ er sich in Freising nieder. Zu diesem Zeitpunkt war er bereits verheiratet, sein Schwager war der spätere Freisinger Hofmusiker Ferdinand Notrupp. Im selben Jahr trat Plánický als Tenor in die fürstbischöfliche Kapelle ein. Zu seinen Aufgaben gehörten neben dem Gesang auch das Instrumentalspiel und der Unterricht der Knaben im Priesterseminar.
In Freising erwarb er sich hohes Ansehen als Musiker und erhielt 1724 den Auftrag, eine Oper zur Feier des tausendjährigen Bestehens der Stadt und des örtlichen Bistums zu komponieren. Die Festoper Zelus divi corbiniani ecclesiae frisingensis fundamentum wurde am 7. Oktober 1724 uraufgeführt, ist jedoch nicht erhalten. Über Plánickýs weiteres Leben gibt es keine Aufzeichnungen. Er starb im Alter von 41 Jahren in Freising.
Plánický zählt zu den zahlreichen böhmischen Musikern und Komponisten, die im 18. Jahrhundert ihre Heimat verließen, um in deutschen Adelshäusern tätig zu werden. Sein einziges erhaltenes Werk ist eine Sammlung von zwölf Motetten für Solostimme mit dem Titel Opella ecclesiastica seu Ariae duodecim nova idea exornatae, die 1723 in Augsburg bei Johann Georg Lotter veröffentlicht wurde. Diese Motetten bestehen aus einsätzigen Stücken, die in einer dreiteiligen Da-capo-Form (A–B–A) komponiert sind, wobei der gesamte erste Teil nach dem Vorbild der Opernarien unverändert wiederholt wird. Die Singstimme zeichnet sich durch beeindruckende Koloraturen aus. Gelegentliche instrumentale Einleitungen stehen in engem oder sehr losem Zusammenhang mit der Arie. Plánický bezeichnet diese Einleitungen als „Sonaten“. Eine charakteristische Neuerung seiner Werke besteht in den Rezitativen, die von einer Orgel- oder Cembalobegleitung unterstützt werden und auf die eine reich instrumentierte Arie folgt. Eine ähnliche Verbindung findet sich bereits bei Josef Leopold Václav Dukát zu Beginn des 18. Jahrhunderts, jedoch nicht in einer so ausgefeilten Form. Auch Plánickýs Harmonik weist unerwartete Akkordverbindungen und gelegentlich dissonante Spannungen auf.
Weitere Kompositionen aus seiner Zeit in Freising, darunter Litaneien, Te Deums, Requiems, Motetten und die musica navalis (Schiffsmusik) für die damals populären Prager Navalis-Feste auf der Moldau gingen mit der Auflösung des Bistums und seines Archivs 1803 verloren.

## Werke
- Opella ecclesiastica seu Ariae duodecim nova idea exornatae, 12 geistliche Motetten für Solostimme (Augsburg 1723). Die Sammlung umfasst sieben Arien für Sopran, drei für Alt und zwei für Bass, begleitet von Orgel oder Cembalo sowie von zwei Violinen, Violoncello oder Viola und einer Solovioline oder Oboe. Obwohl der Komponist selbst Tenor war, enthält die Sammlung bemerkenswerterweise keine einzige Arie für diese Stimmlage.[3]

1. De amore erga deum. Sonata, Recitativo, Aria – Allegro (soprano)
2. De communione. Recitativo, Aria – Tarde et affectuose (soprano)
3. De confessore. Recitativo Aria – Vivace (alto)
4. De tempore. Sonata, Recitativo, Aria – Vivace (basso)
5. De venerabili sacramento. Sonata, Recitativo, Aria – Tarde e con affetto (soprano)
6. De tempore. Recitativo, Aria – Andante (soprano)
7. De ss. Martyribus. Recitativo, Aria – Vivace (alto)
8. De omni tempore. Recitativo, Aria – Presto assai (basso)
9. De beata virgine Maria. Sonata, Recitativo, Aria – Andante (soprano)
10. De virgine et martyre. Recitativo, Aria – Allegro (alto)
11. De sacratissima eucharistia. Sonatella, Recitativo, Aria – Andante (soprano)
12. Funebris. Sonata, Recitativo, Aria – Tarde (soprano)

- Zelus divi corbiniani ecclesiae frisingensis fundamentum, Festoper (1724, verschollen).